# Les Mongols
Pour plus de détails, voir Fiche technique et Distribution.
Les Mongols (titre italien : I mongoli) est un film franco-italien réalisé par André De Toth et Leopoldo Savona, sorti en salles en 1961.

## Synopsie
En 1240, les cavaliers mongols envahissent l'Europe de l'Est conduits par le cruel Ogodaï, fils de Gengis Khan. Stephane de Cracovie tente de négocier avec les Mongols mais il est fait prisonnier par Ogodaï. Il est libéré par Igor, chef des partisans polonais. De nouveau fait prisonnier par Ogodaï, Stephane est libéré par sa fiancée Amina. Ogodaï ne pense qu'à poursuivre la guerre et finalement les troupes mongoles, entraînées par Stephane dans un marais, seront détruites. Amina épousera Stephane.

## Fiche technique
- Titre : Les Mongols
- Titre italien : I mongoli
- Réalisation : André De Toth et Leopoldo Savona, assisté de Alberto Cardone
- Réalisation de la seconde équipe : Riccardo Freda (scènes d'action)
- Scénario : Ottavio Alessi, Luciano Martino, Ugo Guerra et Alessandro Ferrau
- Musique : Mario Nascimbene
- Directeur de la photographie : Aldo Giordani EUROSCOPE EASTMANCOLOR
- Costumes : Enzo Bulgarelli
- Décors : Aleksandra Milovic
- Montage : Otello Colangeli
- Producteur : Guido Giambartolomeï
- Société de distribution : Cinedis
- Pays de production :  Italie /  France
- Langue : italien
- Affiche : Yves Thos
- Version Française :Société Parisienne de Sonorisation
- Adaptation française	: Pierre-François Caillé
- Genre : Film historique
- Durée : 115 minutes
- Dates de sortie : 
  - Italie : 31 août 1961
  - France : 22 septembre 1961

## Distribution
- Jack Palance  (V.F : Claude Bertrand) : Ogotaï
- Anita Ekberg  (V.F : Jacqueline Carrel) : Huluna
- Franco Silva  (V.F : Roland Menard : Stephane de Cracovie
- Antonella Lualdi : Amina
- Ronaldo Lupi  (V.F : Pierre Morin) : Genghis Khan
- Gianni Garko : Henri de Valois
- George Wang  (V.F : Georges Atlas) : Subodaï
- Gabrielle Poletta : Lutezia
- Andrej Gardenin : Fencer
- Pierre Cressoy  (V.F : Serge Sauvion) : Igor, chef des partisans serbes
- Gabriele Antonini : Temugine
- Mario Colli : Boris
- Lawrence Montaigne:Le roi de Pologne
- Narration Serge Nadaud